# Draba cusickii
Draba cusickii är en korsblommig växtart som beskrevs av Benjamin Lincoln Robinson och Otto Eugen Schulz. Draba cusickii ingår i släktet drabor, och familjen korsblommiga växter. Inga underarter finns listade i Catalogue of Life.